# Эмоциональная дисрегуляция
Эмоциональная дисрегуляция — патологическое состояние, характеризующееся недостаточной или неадекватной регуляцией эмоций. Возможные проявления включают крайнюю плаксивость, вспышки гнева или поведенческие вспышки, такие как разрушение или бросание предметов, агрессия по отношению к себе или другим, а также угрозы покончить с собой. Эмоциональная дисрегуляция может привести к поведенческим проблемам — и мешать социальному взаимодействию и отношениям человека в образовательных учреждениях, на работе или дома.

## Лексикология
По данным Оксфордского словаря английского языка, dysregulation — это неологизм 1920-х годов, и первое его упоминание датируется 1922 годом, в Journal of the American Medical Association. Согласно словарю медицинских терминов Merriam-Webster, слово обозначает нарушение физиологического регуляторного механизма (например, регулирующего метаболизм, иммунный ответ или функцию органа). Заимствованный из греческого префикс dys- обозначает плохое или дурное качество, нарушение функции или затруднение в выполнении следующего элемента; этимологически восходит к индоевропейскому *dus-, откуда также германское *tuz- (в древнеанглийском torcyrre «трудно обратить», torbegīete «трудно получить», древневерхненемецком zurwāri «подозрительный», древненорвежском torfengr «трудно получить», готском tuzwerjan «сомневаться»), древнеирландское do-, du- (как в dochla «бесславный»), армянское t- (в t-gēt «неизвестный, невежественный»), санскритское duṣ-, dur-, авестийское duš-. В словаре Лидделла и Скотта значение греческого префикса характеризуется как «разрушающий хороший смысл слова или усиливающий его плохой смысл».

## Психопатология
Дисрегуляция может быть связана с пережитой ранней психологической травмой, повреждением мозга или хроническим жестоким обращением (например, насилием над детьми, невыполнением родительских обязанностей или институциональным насилием), а также с сопутствующими расстройствами, такими как реактивное расстройство привязанности. Дисрегуляция эмоций может присутствовать у людей с такими психическими расстройствами, как синдром дефицита внимания и гиперактивности (СДВГ), расстройства аутистического спектра (РАС), биполярное расстройство, пограничное расстройство личности (ПРЛ), комплексное посттравматическое стрессовое расстройство (КПТСР) и расстройства фетального алкогольного спектра. Повышенная чувствительность к эмоциональным стимулам, характерная для ПРЛ и КПТСР, приводит к замедлению возвращения в нормальное эмоциональное состояние. Биологически это проявляется в дефиците лобной коры головного мозга. Таким образом, период после черепно-мозговой травмы, такой как синдром лобной доли, может быть отмечен эмоциональной дисрегуляцией. Это характерно и для нейродегенеративных заболеваний.
Курение, самоповреждение, расстройства пищевого поведения (РПП) и наркомания также связаны с эмоциональной дисрегуляцией. Соматоформные расстройства могут быть вызваны снижением способности регулировать и испытывать эмоции или неспособностью выражать эмоции позитивным способом. Люди, испытывающие трудности с регулированием эмоций, подвержены риску развития РПП и злоупотребления психоактивными веществами, поскольку они используют пищу или вещества в качестве способа регулирования своих эмоций. Эмоциональная дисрегуляция также встречается у людей с повышенным риском развития психических расстройств, особенно аффективных, таких как депрессия или биполярное расстройство.

### У детей
Детская психопатология отмечает связи между эмоциональной дисрегуляцией в детском возрасте и более поздней психопатологией. Например, симптомы СДВГ связаны с проблемами эмоциональной регуляции, мотивации и возбуждения. В одном исследовании была обнаружена связь между эмоциональной дисрегуляцией в 5 и 10 месяцев и проблемами с гневом и дистрессом, о которых сообщали родители в 18 месяцев. Низкий уровень эмоциональной регуляции поведения в 5 месяцев также был связан с несоответствующим поведением в 30 месяцев.
В детском возрасте дисрегуляция более распространена и, как правило, уменьшается по мере развития детей. В раннем детстве эмоциональная дисрегуляция или реактивность считаются ситуативными, а не свидетельствуют об эмоциональных нарушениях. Расстройства настроения родителей можно рассматривать как генетические и средовые детерминанты. Дети родителей с симптомами депрессии с меньшей вероятностью научатся стратегиям регуляции своих эмоций и рискуют унаследовать расстройство настроения. Если родители испытывают трудности с регуляцией своих эмоций, они часто не могут научить своих детей правильному регулированию. Роль родителей в развитии ребёнка признаётся теорией привязанности, которая утверждает, что характеристики отношений между воспитателем и ребёнком влияют на будущие отношения. Современные исследования показывают, что отношения между родителями и детьми, характеризующиеся меньшей привязанностью и большей враждебностью, могут привести к развитию у детей проблем с эмоциональной регуляцией. Если эмоциональные потребности ребёнка игнорируются или отвергаются, в будущем ему будет сложнее справляться с эмоциями. Более того, конфликт между родителями связан с повышенной эмоциональной реактивностью или дисрегуляцией у детей. К другим факторам относятся качество отношений со сверстниками, темперамент ребенка, социальное или когнитивное понимание. Кроме того, потеря или горе могут способствовать развитию эмоциональной дисрегуляции.
Исследования показали, что сбои в эмоциональной регуляции могут быть связаны с проявлением отыгрывания, экстернализирующих расстройств или проблем с поведением. При выполнении сложных заданий дети, у которых были обнаружены нарушения эмоциональной регуляции, тратили меньше времени на выполнение заданий и больше времени на истерику или беспокойство, чем дети без проблем с эмоциональной регуляцией. Дети из группы высокого риска испытывали трудности с саморегуляцией, с трудом выполняли просьбы воспитателей и были более вызывающими. Эмоциональная дисрегуляция также связана с детской социальной изоляцией.

#### Интернализующее поведение
Эмоциональная дисрегуляция у ребёнка может быть связана с интернализирующим поведением, включая:
- проявление эмоций, слишком сильных для данной ситуации;
- трудности с успокоением, когда расстроен;
- трудности со снижением негативных эмоций;
- неспособность успокоить себя;
- трудности с пониманием эмоциональных переживаний;
- становится избегающим или агрессивным, когда имеет дело с негативными эмоциями;
- испытывать больше негативных эмоций.

#### Экстернализующее поведение
Эмоциональная дисрегуляция у ребёнка может быть связана с экстернализирующим поведением, включая:
- проявление более экстремальных эмоций;
- трудности с идентификацией эмоциональных сигналов;
- трудности с распознаванием собственных эмоций;
- концентрация на негативном;
- трудности с контролем внимания;
- импульсивность;
- трудности со сдерживанием негативных эмоций;
- трудности с успокоением, когда расстроен.

#### Защитные факторы
Ранний опыт общения с воспитателями может привести к различиям в эмоциональной регуляции. Реакция воспитателя на сигналы ребёнка может помочь ему регулировать свои эмоциональные системы. Стили педагогического общения, которые подавляют ребёнка или являются непредсказуемыми, могут подорвать развитие эмоциональной регуляции. Эффективные стратегии включают в себя поддержку совершенствования самоконтроля у ребёнка, например, моделирование желаемого поведения, а не требование оного.
Богатство окружающей обстановки, в которой находится ребёнок, способствует развитию эмоциональной регуляции. Среда должна обеспечивать соответствующие уровни свободы и ограничений, предоставлять ребёнку возможность практиковать саморегуляцию и социальные навыки без избыточной стимуляции или чрезмерной фрустрации.

### У подростков
У подростков эмоциональная дисрегуляция является фактором риска развития многих психических расстройств, включая депрессивные расстройства, тревожные расстройства, ПТСР, биполярное расстройство, ПРЛ, наркомания, алкоголизм, РПП, вызывающее оппозиционное расстройство и расстройство нарушения регуляции настроения (DMDD). Дисрегуляция также связана с самоповреждением, суицидальными мыслями, попытками самоубийства и рискованным сексуальным поведением. Эмоциональная дисрегуляция — это не диагноз, а показатель эмоциональной или поведенческой проблемы, которая может потребовать вмешательства.
Теория привязанности и идея ненадёжной привязанности связаны с эмоциональной дисрегуляцией. Большая надёжность привязанности коррелирует с меньшей эмоциональной дисрегуляцией у дочерей. Более того, было замечено, что с эмоциональной дисрегуляцией борется больше подростков женского пола, чем мужского. Рекомендуется профессиональное лечение, например, терапия или госпитализация в психиатрическую клинику.

### У взрослых
Во взрослом возрасте эмоциональная дисрегуляция проявляется в виде эмоциональных реакций, которые могут казаться чрезмерными по сравнению с ситуацией. Люди с эмоциональной дисрегуляцией могут с трудом успокаиваться, избегать сложных чувств или концентрироваться на негативе. В среднем женщины имеют более высокие показатели по шкале эмоциональной реактивности, чем мужчины. Исследование, проведённое в Университетском колледже Ирландии, показало, что дисрегуляция коррелирует с негативным отношением к своей способности справляться с эмоциями и руминацией у взрослых. Также было обнаружено, что дисрегуляция часто встречается в выборке людей, не страдающих психическими расстройствами.

## Влияние на взаимоотношения
Отношения, как правило, связаны с улучшением благосостояния, но неудовлетворенность в отношениях может привести к увеличению числа разводов, ухудшению здоровья и потенциальному насилию. Эмоциональная дисрегуляция играет роль в качестве отношений и общей удовлетворённости. Людям с эмоциональной дисрегуляцией может быть трудно поддерживать здоровые отношения. Люди, которые борются с эмоциональной дисрегуляцией, часто экстернализируются, интернализируются или диссоциируются, когда подвергаются воздействию стрессовых факторов. Такое поведение является попыткой регулировать эмоции, но часто оказывается неэффективным в борьбе со стрессом в отношениях. Обычно это проявляется в виде сильного беспокойства по поводу отношений, неумения устанавливать и поддерживать границы, частых и разрушительных ссорах, озабоченности одиночеством, беспокойства по поводу потери отношений, ревности или идеализации по отношению к другим. Эти чувства могут сопровождаться поведением, направленным на поиск поддержки, таким как цепляние, удушение или стремление контролировать.
Противоположность эмоциональной дисрегуляции, эмоциональная регуляция, укрепляет отношения. Способность регулировать негативные эмоции, в частности, связана с позитивным копингом, следовательно, с более высокой удовлетворённостью отношениями. Эмоциональная регуляция и навыки общения связаны с надёжной привязанностью, которая связана с большей поддержкой партнера, а также с открытостью в обсуждении негативных переживаний и разрешении конфликтов. Напротив, эмоциональная дисрегуляция оказывает негативное влияние на отношения. Одно исследование показало, что удовлетворённость отношениями ниже в тех парах, где отсутствует импульсивный контроль или регуляторные стратегии. Другое исследование показало, что эмоциональная реактивность как мужей, так и жён отрицательно связана с качеством брака, а также с восприятием отзывчивости партнёра. В литературе делается вывод, что дисрегуляция увеличивает количество случаев воспринимаемой критики, способствует физическому и психологическому насилию, а также усугубляет депрессию, тревогу и сексуальные трудности. Также было замечено, что дисрегуляция снижает уровень эмпатии и уменьшает удовлетворённость отношениями, их качество и близость.

### Сексуальное здоровье
Исследования противоречат друг другу в вопросе о том, связаны ли более высокие уровни эмоциональной реактивности с повышением или понижением сексуального желания. Более того, этот эффект может различаться у мужчин и женщин на основании наблюдаемых различий в эмоциональной реактивности между полами. Некоторые исследования предполагают, что более высокая эмоциональная реактивность у женщин связана с большей сексуальной привлекательностью их партнёров-мужчин. Однако трудности с регулированием эмоций были связаны с ухудшением сексуального здоровья, как в отношении способности, так и в отношении общей удовлетворённости.
Эмоциональная дисрегуляция играет роль в сексуальном насилии, в частности, контактах без согласия. Навыки эмоциональной регуляции предотвращают вербальное принуждение, регулируя чувство сексуального влечения у мужчин. Следовательно, отсутствие навыков эмоциональной регуляции может вызвать как интернализующее, так и экстернализующее поведение в сексуальном контексте. Это может означать насилие, которое может служить стратегией регуляции эмоций. В ненасильственном контексте люди с ненадёжной привязанностью могут стремиться удовлетворить свою потребность в связи или решить проблемы в отношениях с помощью секса. Общение также может быть затруднено, поскольку эмоциональная дисрегуляция связана с неспособностью выразить себя в сексуальных ситуациях. Это может привести к виктимизации, а также к дальнейшим сексуальным трудностям. Таким образом, способность распознавать эмоции и выражать негативные эмоции важна для общения и социальной адаптации, в том числе в сексуальном контексте.